# Kin to Tetsu
Kin to Tetsu (菌と鉄?  lit. Hongos y hierro), también conocida como Fungus and Iron en inglés, es una serie de manga japonés escrito e ilustrado por Ayaka Katayama. Comenzó a serializarse en Bessatsu Shōnen Magazine de Kōdansha el 9 de marzo de 2021, y hasta el momento sus capítulos se han recopilado en tres volúmenes tankōbon.

## Publicación
Kin to Tetsu es escrito e ilustrado por Ayaka Katayama, la serie comenzó a serializarse en la revista Bessatsu Shōnen Magazine de Kōdansha el 9 de marzo de 2021. En agosto de 2021, la serie hizo una pausa debido a que Katayama se tomó la licencia por maternidad; la serie reanudó su serialización en marzo de 2022. Kōdansha recopila sus capítulos individuales en volúmenes tankōbon. El primer volumen se publicó el 9 de julio de 2021, y hasta el momento se han lanzado tres volúmenes.
En enero de 2022, Kodansha USA anunció que obtuvo la licencia de la serie para su publicación en inglés.
| Volúmenes de manga publicados | Volúmenes de manga publicados | Volúmenes de manga publicados |
| Número                        | Fecha de publicación          | ISBN                          |
| ----------------------------- | ----------------------------- | ----------------------------- |
| 1                             | 9 de julio de 2021            | ISBN 978-4-06-523583-6        |
| 2                             | 9 de junio de 2022            | ISBN 978-4-06-528162-8        |
| 3                             | 9 de noviembre de 2022        | ISBN 978-4-06-529645-5        |

## Recepción
Christopher Farris de Anime News Network elogió la configuración de la historia en el primer volumen, aunque sintió que la obra de arte era un poco amateur en algunos lugares. Kazuhiko Otoguro, editor de Bessatsu Shōnen Magazine, eligió la serie como su manga favorito de 2021.